# Sarcostemma secamone
Sarcostemma secamone là một loài thực vật có hoa trong họ La bố ma. Loài này được (L.) Bennett miêu tả khoa học đầu tiên năm 1969.